# Landesgartenschau Wittenberg 2027
Die Landesgartenschau Wittenberg 2027 ist eine für das Jahr 2027 in Vorbereitung befindliche Landesgartenschau in der Stadt Wittenberg in Sachsen-Anhalt. Nach der Landesgartenschau Bad Dürrenberg 2024 handelt es sich um die 6. Landesgartenschau in dem Bundesland. Das Wittenberger Konzept für die Landesgartenschau unter dem Motto „Wie schön wird das denn!“ zielt darauf ab, die Elbe und ihre Naturräume nachhaltiger mit der Stadt zu verbinden.
Die Landesgartenschau ist nicht mit der im gleichen Jahr im Land Brandenburg geplanten Landesgartenschau Wittenberge zu verwechseln.